# Andamanské jazyky
Andamanská jazyková rodina je předpokládaná rodina jazyků původních obyvatel Andamanských ostrovů.  Jedná se snad o pozůstatky prapůvodních jazyků jihovýchodní Asie. Nepanuje všeobecná shoda v tom, zda mají velkoandamanské jazyky a onžské jazyky společný původ, či zda se snad nejedná o samostatné rodiny. 
Během 20. století většina velkoandamanských nářečí zanikla a byla vytlačena hindštinou - malá skupinka domorodců přežívá na ostrově Strait, kam byli sestěhováni, a mluví dialektem výrazně ovlivněným hindštinou. Jarawové, Ongeové a Sentinelci si svůj jazyk udrželi díky extrémní nedůvěře k vnějšímu světu - z tohoto důvodu také o jejich jazycích není mnoho známo.
Lingvista Joseph Greenberg soudil, že velkoandamanské jazyky jsou příbuzné s jazyky papuánskými a tasmánskými a tvoří společně širší, tzv. indopacifickou rodinu.

## Dělení
- Velkoandamanské jazyky
  - Jižní 
    - Aka-bea (†)
    - Akar-bale (†)

  - Střední
    - Aka-kede (†)
    - Aka-kol (†)
    - Oko-juwoi (†)
    - A-pucikwar (†)

  - Severní
    - Aka-cari (†)
    - Aka-kora (†)
    - Aka-jeru  - snad několik posledních mluvčích na Severním Andamanu se Sound Islandu.Andamanské jazyky kolem r. 1800 (vlevo) a v současnosti (vpravo)

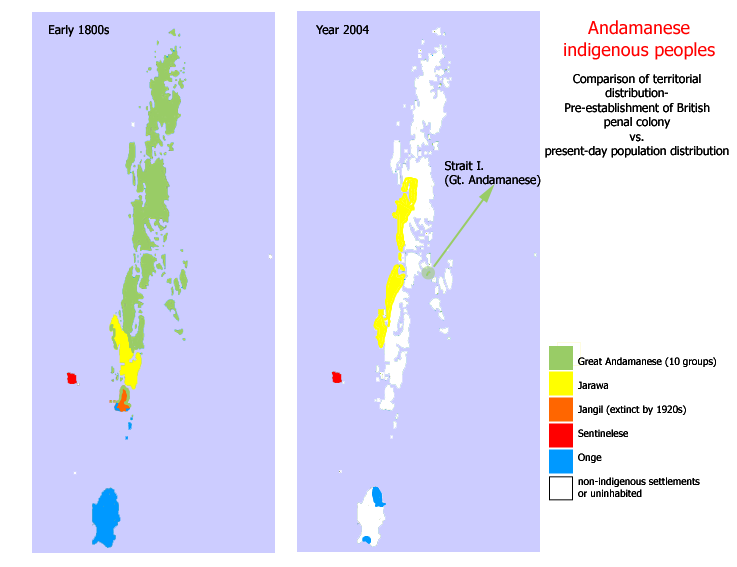
Andamanské jazyky kolem r. 1800 (vlevo) a v současnosti (vpravo)

    - Velkoandamanština, jero - kreolizovaná verze původních nářečí, vycházející především z aka-jeru, ovlivněná hindštinou, kterou hovoří přibližně 30 domorodců, sestěhovaných na Strite Island (Velké Andamany) a mluvících zároveň hindsky.
    - Aka-bo (†)

- Onžské jazyky
  - Önge - 96 převážně monolingvních mluvčích na Malém Andamanu (1997)
  - Järawa - zhruba 300 převážně monolingvních mluvčích (200) na Velkých Andamanech

- Sentinelština - téměř neznámý jazyk, kterým hovoří izolovaní domorodci na ostrově North Sentinel. Počet mluvčích není znám, odhaduje se zhruba na 250. Jazyk možná patří do velkoandamanské větve, stejně tak ovšem může jít o jazyk zcela izolovaný.